# 苍狼与白鹿系列
《蒼狼與白鹿系列》是日本光荣公司发行的回合制策略游戏系列，1985年首作於PC平台推出，是以歷史中大蒙古國的建立者成吉思汗為中心，將征服當時的世界作為目標，玩家也能選擇扮演世界各國的君主來進行遊戲。系列至今已推出了四部作品，官方在台灣發行中文版時，曾以《成吉思汗》作為系列名稱。

## 概略
系列遊戲的背景設定在12至15世紀的歐亞大陸，玩家扮演的某國君主能採各種手段來兼併其他國家，最終目標為一統當時的世界。而作為系列特色的後宮系統，則讓玩家能自由繁衍後代以壯大家族勢力。 
系列曾在個人電腦、任天堂紅白機、超級任天堂、PlayStation等平台推出，亦分別發行過中文及英語版本。

## 歷代系列作
1. 《蒼狼與白鹿》（蒼き狼と白き牝鹿）
2. 《蒼狼與白鹿 成吉思汗》（蒼き狼と白き牝鹿・ジンギスカン）
3. 《蒼狼與白鹿 元朝秘史》（蒼き狼と白き牝鹿・元朝秘史）
4. 《成吉思汗 蒼狼與白鹿IV》（チンギスハーン・蒼き狼と白き牝鹿IV）

＊《蒼狼與白鹿 成吉思汗》雖被官方劃為系列的第二部作品，但基本上算是自初代《蒼狼與白鹿》更新而來的加強版本。